# Provincia di Eskişehir
La provincia di Eskişehir (in turco Eskişehir ili) è una provincia della Turchia.
Dal 2012 il suo territorio coincide con quello del comune metropolitano di Eskişehir (Eskişehir Büyükşehir Belediyesi).

## Geografia fisica
Le province confinanti sono Bilecik a nord-ovest, Kütahya a ovest, Afyonkarahisar a sud-ovest, Konya a sud, Ankara a est e Bolu a nord.

## Geografia antropica

### Suddivisioni amministrative

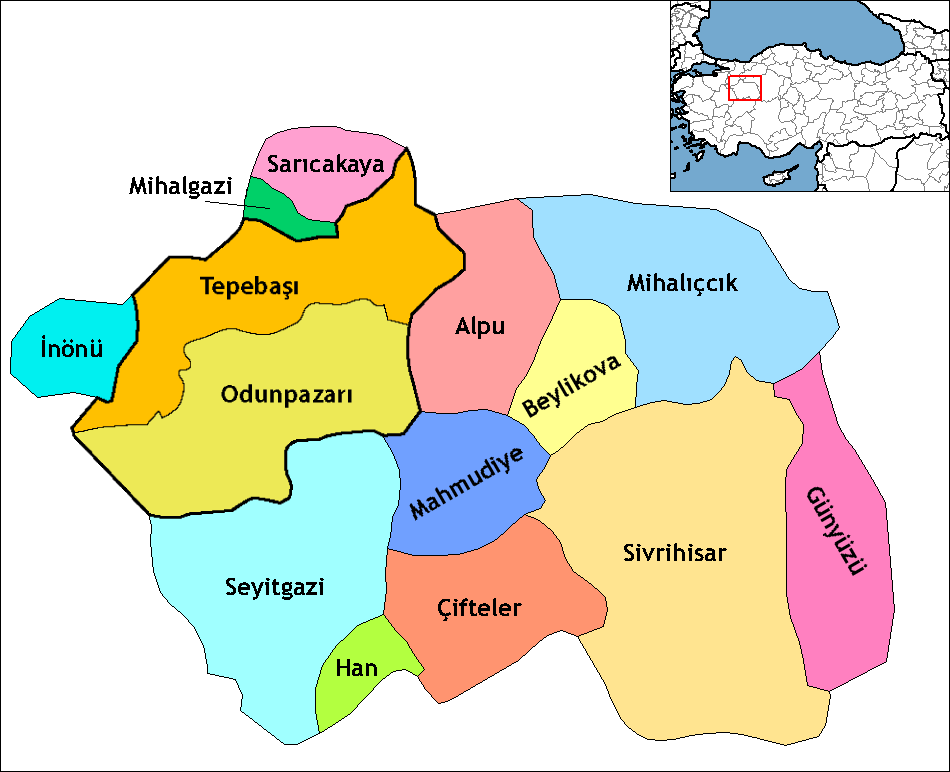
Distretti della provincia di Eskişehir prima dell'istituzione dei due distretti del comune metropolitano di Eskişehir

La provincia è divisa in 14 distretti:
| - Alpu - Beylikova - Çifteler - Günyüzü - Han - İnönü - Mahmudiye | - Mihalgazi - Mihalıççık - Odunpazarı - Sarıcakaya - Seyitgazi - Sivrihisar - Tepebaşı |

Fanno parte della provincia 32 comuni e 431 villaggi.
Fino al 2012 il comune metropolitano di Eskişehir era formato dalle aree urbane dei distretti di Odunpazarı e Tepebaşı.